# 藍田書院 (南投県)
藍田書院（らんでんしょいん、繁体字中国語: 藍田書院）は、台湾の南投県南投市に位置する、南投県の県定古跡。この書院は道光11年（1831年）に建設された。南投県には古跡に指定された書院が3か所あるが、そのうち最も古い書院である（残り2つは登瀛書院と明新書院）。日本統治時代には公立学校の宿舎として使用された。